# دلتا-والرولاکتون

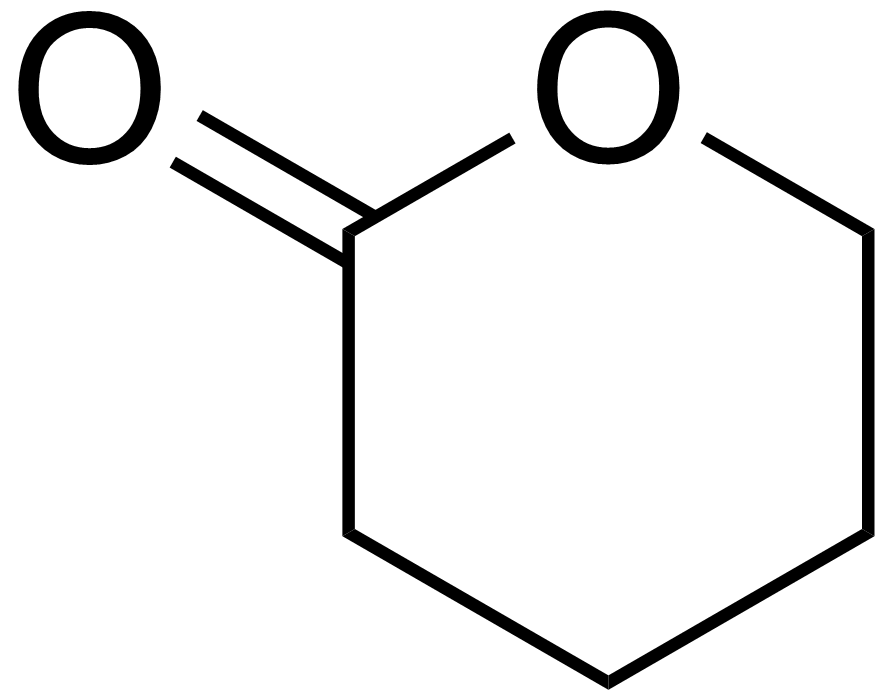
ساختمان شیمیایی دلتا-والرولاکتون

دلتا-والرولاکتون (به انگلیسی: Delta-Valerolactone) یک ترکیب شیمیایی با شناسه پاب‌کم ۱۰۹۵۳ است. 